# Mistrzostwa Świata w Biegu na Orientację 1993
Mistrzostwa Świata w Biegu na Orientację 1993 – odbyły się w dniach 9–14 sierpnia 1993 roku w West Point (Stany Zjednoczone). Zawody odbyły się w trzech konkurencjach: dystans krótki, dystans klasyczny i sztafety.

## Wyniki
| Krótki dystans                                                         | Krótki dystans | Krótki dystans   | Krótki dystans |
| ---------------------------------------------------------------------- | -------------- | ---------------- | -------------- |
| Parametry trasy: 4,745 km, 14 punktów kontrolnych, 135 m przewyższenia |                |                  |                |
| Miejsce                                                                | Kraj           | Imię i nazwisko  | Czas           |
| 1                                                                      | Norwegia       | Petter Thoresen  | 22:34          |
| 2                                                                      | Finlandia      | Timo Karppinen   | 23:00          |
| 3                                                                      | Szwecja        | Martin Johansson | 23:26          |

| Klasyczny dystans                                                       | Klasyczny dystans | Klasyczny dystans | Klasyczny dystans |
| ----------------------------------------------------------------------- | ----------------- | ----------------- | ----------------- |
| Parametry trasy: 13,475 km, 19 punktów kontrolnych, 690 m przewyższenia |                   |                   |                   |
| Miejsce                                                                 | Kraj              | Imię i nazwisko   | Czas              |
| 1                                                                       | Dania             | Allan Mogensen    | 1:27:36           |
| 2                                                                       | Szwecja           | Jörgen Mårtensson | 1:28:07           |
| 3                                                                       | Norwegia          | Petter Thoresen   | 1:29:28           |

| Sztafety                                                       | Sztafety        | Sztafety                                                      | Sztafety |
| -------------------------------------------------------------- | --------------- | ------------------------------------------------------------- | -------- |
| Parametry tras: ? km, ? punktów kontrolnych, ? m przewyższenia |                 |                                                               |          |
| Miejsce                                                        | Kraj            | Imię i nazwisko                                               | Czas     |
| 1                                                              | Szwajcaria      | Dominik Humbel Christian Aebersold Urs Flühmann Thomas Bührer | 3:37:16  |
| 2                                                              | Wielka Brytania | Jonathan Musgrave Martin Bagness Stephen Palmer Steven Hale   | 3:37:31  |
| 3                                                              | Finlandia       | Keijo Parkkinen Mika Kuisma Petri Forsman Timo Karppinen      | 3:38:20  |

| Krótki dystans                                                       | Krótki dystans | Krótki dystans  | Krótki dystans |
| -------------------------------------------------------------------- | -------------- | --------------- | -------------- |
| Parametry trasy: 3,66 km, 11 punktów kontrolnych, 80 m przewyższenia |                |                 |                |
| Miejsce                                                              | Kraj           | Imię i nazwisko | Czas           |
| 1                                                                    | Szwecja        | Anna Bogren     | 20:39          |
| 2                                                                    | Szwecja        | Marita Skogum   | 21:10          |
| 3                                                                    | Finlandia      | Eija Koskivaara | 21:11          |

| Klasyczny dystans                                                      | Klasyczny dystans | Klasyczny dystans | Klasyczny dystans |
| ---------------------------------------------------------------------- | ----------------- | ----------------- | ----------------- |
| Parametry trasy: 8,625 km, 14 punktów kontrolnych, 410 m przewyższenia |                   |                   |                   |
| Miejsce                                                                | Kraj              | Imię i nazwisko   | Czas              |
| 1                                                                      | Szwecja           | Marita Skogum     | 1:02:27           |
| 2                                                                      | Finlandia         | Annika Viilo      | 1:04:42           |
| 3                                                                      | Wielka Brytania   | Yvette Hague      | 1:06:09           |

| Sztafety                                                       | Sztafety  | Sztafety                                                      | Sztafety |
| -------------------------------------------------------------- | --------- | ------------------------------------------------------------- | -------- |
| Parametry tras: ? km, ? punktów kontrolnych, ? m przewyższenia |           |                                                               |          |
| Miejsce                                                        | Kraj      | Imię i nazwisko                                               | Czas     |
| 1                                                              | Szwecja   | Anette Nilsson Marlena Jansson Anna Bogren Marita Skogum      | 2:48:48  |
| 2                                                              | Finlandia | Johanna Tiira Kirsi Tiira Annika Viilo Eija Koskivaara        | 2:56:59  |
| 3                                                              | Czechy    | Petra Novotná Maria Honzová Marcela Kubatková Jana Cieslarová | 3:08:29  |